# Orrville (Ohio)
Orrville – miasto w Stanach Zjednoczonych, w stanie Ohio. Liczba mieszkańców w 2000 roku wynosiła 8644.

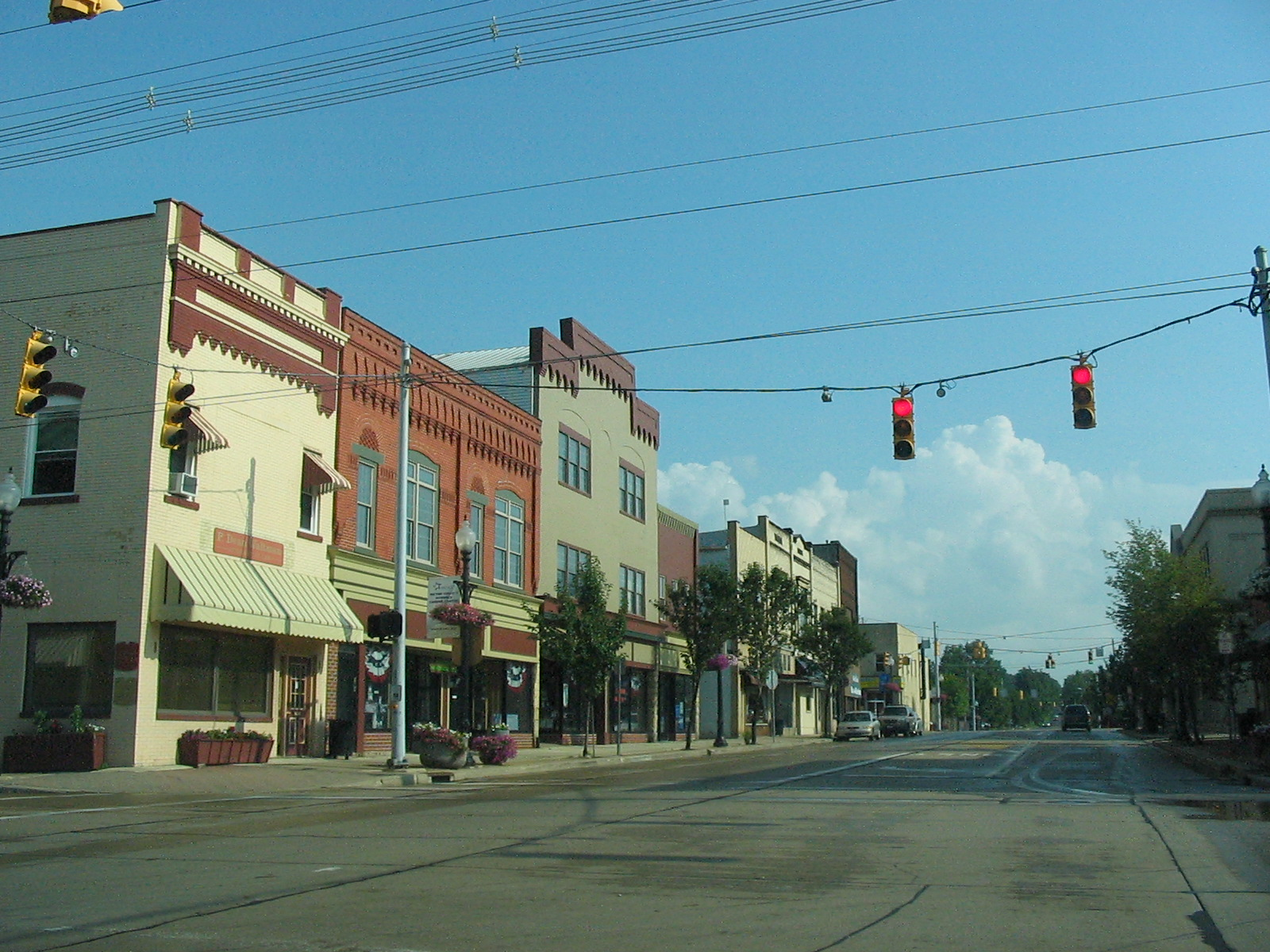
Centrum miejscowości